# Campeonato Sul-Americano de Rugby Seven Feminino de 2009
O Campeonato Sul-Americano de Rugby Seven Feminino de 2009 foi a V edição deste torneio. O torneio foi realizado em São José dos Campos, no Brasil e foi vencido pela Seleção Brasileira.

## Seleções participantes
- Argentina
- Brasil
- Chile
- Colômbia
- Paraguai
- Peru
- Uruguai
- Venezuela

## Jogos
| Data                  | Chave A           | Chave A           | Chave A           |
| --------------------- | ----------------- | ----------------- | ----------------- |
| 24 de Janeiro de 2009 | Venezuela         | 50 - 0            | Peru              |
| 24 de Janeiro de 2009 | Brasil            | 17 - 0            | Colômbia          |
| 24 de Janeiro de 2009 | Brasil            | 43 - 0            | Peru              |
| 24 de Janeiro de 2009 | Venezuela         | 10 - 10           | Colômbia          |
| 24 de Janeiro de 2009 | Brasil            | 21 - 0            | Venezuela         |
| 24 de Janeiro de 2009 | Colômbia          | 15 - 7            | Peru              |
| Data                  | Chave B           | Chave B           | Chave B           |
| 24 de Janeiro de 2009 | Uruguai           | 29 - 0            | Paraguai          |
| 24 de Janeiro de 2009 | Argentina         | 46 - 0            | Chile             |
| 24 de Janeiro de 2009 | Argentina         | 51 - 0            | Paraguai          |
| 24 de Janeiro de 2009 | Uruguai           | 5 - 5             | Chile             |
| 24 de Janeiro de 2009 | Uruguai           | 5 - 5             | Argentina         |
| 24 de Janeiro de 2009 | Chile             | 20 - 5            | Paraguai          |
| Data                  | Semifinais Bronze | Semifinais Bronze | Semifinais Bronze |
| 25 de Janeiro de 2009 | Colômbia          | 33 - 0            | Paraguai          |
| 25 de Janeiro de 2009 | Chile             | 29 - 5            | Peru              |
| Data                  | Semifinais Ouro   | Semifinais Ouro   | Semifinais Ouro   |
| 25 de Janeiro de 2009 | Brasil            | 20 - 5            | Uruguai           |
| 25 de Janeiro de 2009 | Argentina         | 24 - 7            | Venezuela         |
| Data                  | Final 7º e 8º     | Final 7º e 8º     | Final 7º e 8º     |
| 25 de Janeiro de 2009 | Peru              | 15 - 0            | Paraguai          |
| Data                  | Final Bronze 5º   | Final Bronze 5º   | Final Bronze 5º   |
| 25 de Janeiro de 2009 | Colômbia          | 32 - 0            | Chile             |
| Data                  | Final Prata 3º    | Final Prata 3º    | Final Prata 3º    |
| 25 de Janeiro de 2009 | Venezuela         | 14 - 7            | Uruguai           |
| Data                  | Final Ouro        | Final Ouro        | Final Ouro        |
| 25 de Janeiro de 2009 | Brasil            | 45 - 5            | Argentina         |

## Campeão
| Campeonato Sul-Americano de Rugby Seven Feminino de 2009 |
| -------------------------------------------------------- |
| BRASIL Campeão (5º título)                               |